# Leptochiton sarsi
Leptochiton sarsi är en blötdjursart som beskrevs av Kaas 1981. Leptochiton sarsi ingår i släktet Leptochiton och familjen Leptochitonidae. Det är osäkert om arten förekommer i Sverige. Inga underarter finns listade i Catalogue of Life.